# Lenard Kunde

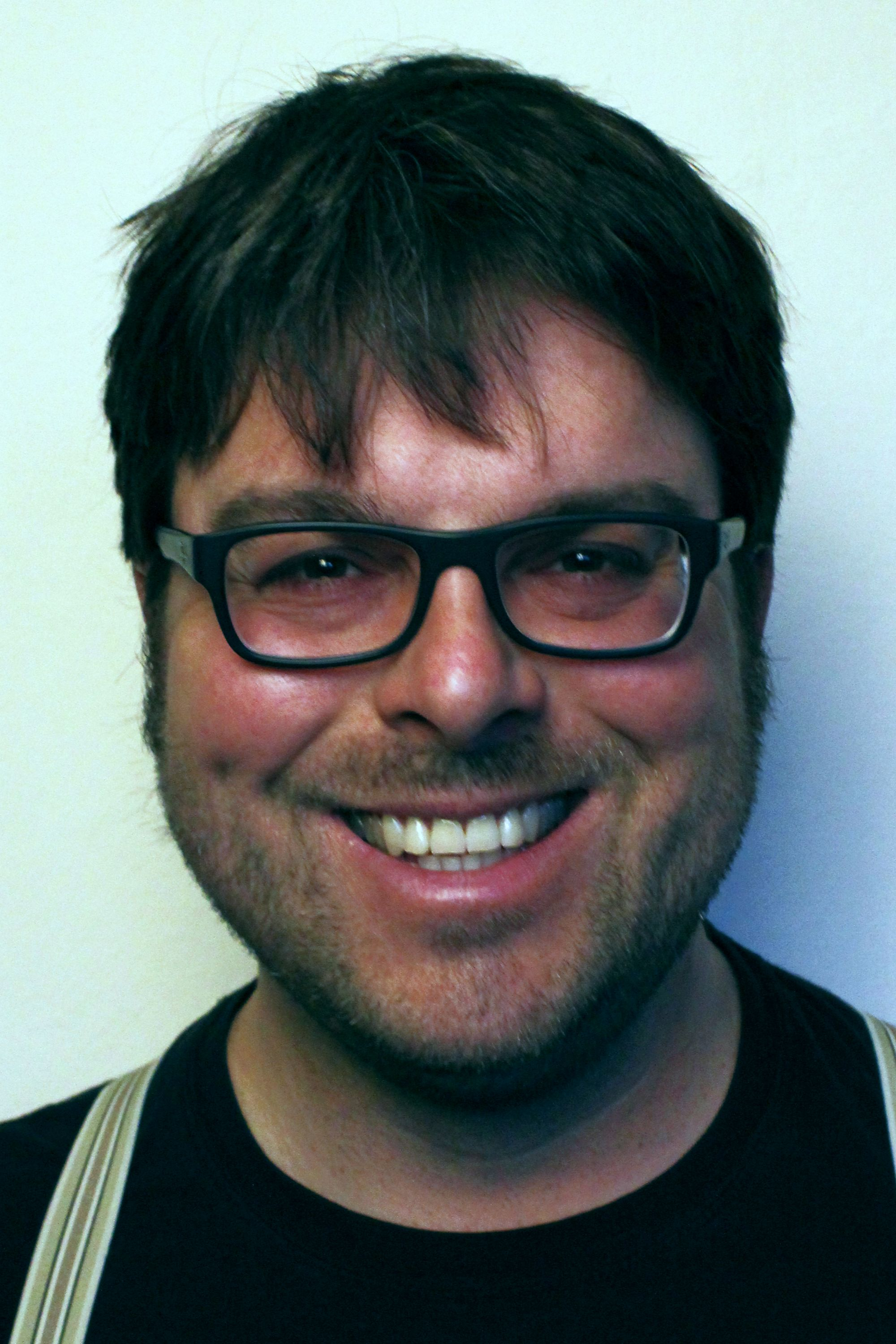
Lenard Kunde

Lenard Kunde (* 4. Juni 1971 in Hannover) ist ein deutscher Schauspieler, Synchronsprecher und Hörfunkmoderator.

## Leben
Er wuchs in Fuldatal-Simmershausen auf und machte sein Abitur an der Herderschule Kassel.
Nach dem Studium der Sozialpädagogik an der Fachhochschule Würzburg absolvierte er zunächst ein Volontariat beim Hörfunk.
Seine Laufbahn beim deutschen Film und Fernsehen begann 2003 mit dem Episodenfilm Sternschnuppen, anschließend folgten Fernsehauftritte u. a. in den Fernsehreihen Wilsberg und Tatort sowie Aktenzeichen XY … ungelöst. Es folgten zahlreiche Independent-Filmproduktionen, hierunter Spielfilme und experimentelle Kurzfilme, wie die preisgekrönte ZDF/ARTE-Produktion Sechster Sinn, drittes Auge, zweites Gesicht (2012) des Kasseler Regisseurs Jan Riesenbeck oder das Zweite-Weltkriegs-Drama Zweimal über den Horizont, bei dem Lenard Kunde nicht nur die Hauptrolle des „Heinrich Sperling“ spielt, sondern auch für das Drehbuch verantwortlich zeichnet.
2013 übernahm Lenard Kunde die Rolle des Chefredakteurs des ARD-Hauptstadtstudios Berlin, „Müller“, in der UFA-Produktion Der Rücktritt. Der Film thematisiert die so genannte Wulff-Affäre um den Rücktritt des damaligen Bundespräsidenten Christian Wulff. Regie führte Thomas Schadt.
Als Synchronsprecher lieh Kunde verschiedenen amerikanischen Schauspielern seine Stimme und war Sprecher der Figur „Jason Dawn“ in zahlreichen Hörspielproduktionen der gleichnamigen Vampirsaga, für die er auch ausgezeichnet wurde.